# Andrej Barbaschynski
Andrej Stanislawawitsch Barbaschynski (belarussisch Андрэй Станіслававіч Барбашынскі, russisch Андрей Станиславович Барбашинский Andrei Stanislawowitsch Barbaschinski; * 4. Mai 1970 in Aschmjany) ist ein ehemaliger belarussischer Handballspieler, der zumeist als Kreisläufer eingesetzt wurde.
Entdeckt wurde Barbaschynski beim Sportunterricht von seinem späteren Trainer in Aschmjany. Auf Grund seiner Größe von 1,96 m wurde er ins Tor gestellt, nachdem er jedoch schwer am Kopf getroffen worden war, entschied er sich, zunächst vom Handball Abstand zu nehmen. Sein Trainer konnte ihn später überzeugen zurückzukehren und setzte ihn daraufhin als Feldspieler ein. Seine Leistungen blieben auch dem SKA Minsk nicht verborgen und so wechselte der Kreisläufer in die Talentschmiede des Hauptstadtklubs.
Mit Minsk wurde er 1989 sowjetischer Meister und 1990 Vize-Meister. Seine größten Vereinserfolge waren die Siege im Europapokal der Landesmeister 1989 und 1990. 1993 versuchte er sein Glück in Spanien beim Club Juventud Alcalá, kehrte aber nach einer Saison zurück nach Minsk, wo er 1995 belarussischer Meister wurde. Daraufhin wechselte er zum ungarischen Verein Fotex Veszprém, mit dem er 1996 den ungarischen Pokal errang. 1996 kam er zum deutschen Bundesligisten VfL Hameln. Nach einer Saison musste er aber dem neuverpflichteten Dragan Škrbić weichen und schloss er sich dem Zweitligisten TV Emsdetten an, bei dem er 2001 seine Karriere beendete.
Mit der sowjetischen Juniorennationalmannschaft wurde Andrej Barbaschynski 1989 Junioren-Weltmeister und errang Bronze bei der Junioren-WM 1991. Mit dem Vereinten Team gewann er bei den Olympischen Spielen 1992 in Barcelona die Goldmedaille. Dabei wurde er in allen sieben Spielen eingesetzt und traf 19 Mal. Anschließend warf er noch 134 Tore in 49 Länderspielen für die belarussische Nationalmannschaft. Bei der Europameisterschaft 1994 erzielte er 21 Tore in sechs Spielen und belegte mit Belarus den 8. Platz. Bei der Weltmeisterschaft 1995 kam die Auswahl um Barbaschynski auf den 9. Rang.
Im November 2020 wurde Barbaschynski vom Nationalen Olympischen Komitee der Republik Belarus mit dem Ehrenabzeichen „Für Leistungen bei der Entwicklung der olympischen Bewegung in der Republik Belarus“ ausgezeichnet.
Barbaschynski ist verheiratet und hat zwei Söhne.